# L'Homme à femmes (film, 1960)
Pour les articles homonymes, voir L'Homme à femmes.
Pour plus de détails, voir Fiche technique et Distribution.
L'Homme à femmes est un film français de Jacques-Gérard Cornu, sorti en 1960.

## Fiche technique
- Titre : L'Homme à femmes
- Réalisation : Jacques-Gérard Cornu
- Scénario : Jacques-Gérard Cornu, Alain Cavalier et Maurice Clavel d'après le roman Shadow of Guilt de Hugh Wheeler
- Photographie : Jean Tournier
- Musique : Claude Bolling
- Film français
- Affiche : Yves Thos[réf. nécessaire]
- Production : René Gaston Vuattoux
- Société de production : Les Films du Cyclope
- Format : Noir et blanc - 35 mm - Son : Mono
- Genre : Drame
- Durée : 95 minutes  (1 h 35)
- Date de sortie :  
  - France : 16 novembre 1960

## Distribution
- Danielle Darrieux : Gabrielle / Françoise
- Catherine Deneuve : Catherine
- Mel Ferrer : Georges Gauthier
- Claude Rich : L'inspecteur Vaillant
- Pierre Brice : Laurent Berty
- Alan Scott : Marc Lambert
- Nicolas Amato : Le maître d'hôtel
- Colette Fleury : La secrétaire